# Saranovo
Saranovo (en serbe cyrillique : Сараново) est une localité de Serbie située dans la municipalité de Rača, district de Šumadija. Au recensement de 2011, elle comptait 1 034 habitants.
Saranovo est officiellement classé parmi les villages de Serbie.

## Démographie
| 1948  | 1953  | 1961  | 1971  | 1981  | 1991  | 2002  | 2011  |
| ----- | ----- | ----- | ----- | ----- | ----- | ----- | ----- |
| 2 435 | 2 477 | 2 240 | 1 898 | 1 720 | 1 521 | 1 241 | 1 034 |

|  |